# Маас
Маа́с, Мас (на территории Нидерландов и Фландрии; нидерл. Maas) или Мёз (на территории Франции и Валлонии; фр. Meuse, валлон. Mouze) — река во Франции, Бельгии и Нидерландах. Длина — 925 км, площадь бассейна — 36 тыс. км².

Река берёт начало на плато Лангр во Франции, течёт на север до Седана и Шарлевиль-Мезьера, затем проходит по территории Бельгии. У Намюра поворачивает на северо-восток, течёт западнее Арденн, после Льежа поворачивает на север. На территории Нидерландов течёт на север до Венло, затем поворачивает на запад. Соединяется с рукавом Рейна, образуя общую дельту и впадает в Северное море.
Питание преимущественно дождевое, а также снеговое. Средний расход воды в нижнем течении 300—400 м³/с, наибольший до 3 тысяч м³/с.

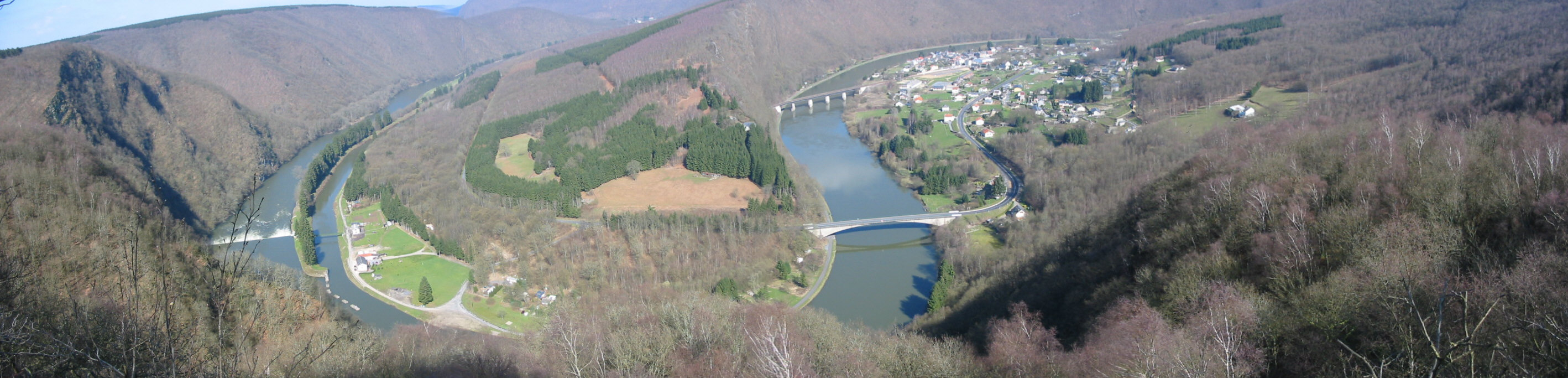
Панорама долины Мааса (Мёза) во Французских Арденнах

Судоходна до верховьев, соединена каналами с такими реками, как Шельда, Сена, Рейн и др. Судоходный Арденский канал соединяет бассейны Мааса и Эны. Выше города Седан шлюзована. В нижнем течении уровень воды в реке на значительном протяжении расположен выше прилегающей низменной равнины, поэтому для предотвращения наводнений русло Мааса ограничено дамбами.
На Маасе расположены города Верден, Седан, Намюр, Льеж, Маастрихт, Хертогенбос, Роттердам, деревня Хунзадрил. На Маасе также расположен крупнейший остров Бельгии, остров Дав.
В «Песне немцев» упомянута как западный предел Германии.
В 1764 году в известняковом карьере в Маастрихте на Маасе были найдены первые ископаемые остатки морских хищных ящеров мозазавров. Латинское название этой реки (лат. Mosa) и дало виду и роду этих животных своё название (лат. Mosasaurus, дословно — «ящер с реки Моза»).